# Übersichtskarte für Luftlagemeldungen

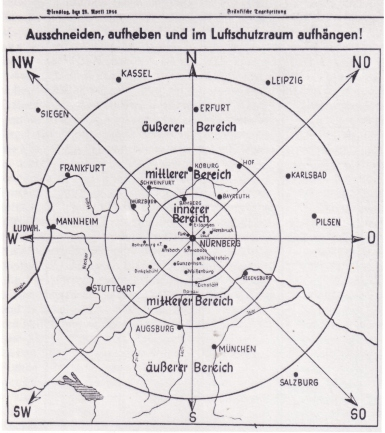
Luftlagekarte von Nürnberg

Die Übersichtskarte für Luftlagemeldungen war eine Hilfestellung für das Abhören der Rundfunk- und Drahtfunkmeldungen in der Hochphase des Luftkrieges im Dritten Reich. Sie wurden auf Befehl der Gauleitung ab Mitte 1944 in der örtlichen Tagespresse veröffentlicht, meist mit der Aufforderung, diese in der Wohnung oder im Luftschutzraum aufzuhängen.

## Verwendung
Die Übersichtskarten sollten die Luftlagemeldungen, die sporadisch im Rundfunk ausgestrahlt wurden, erläutern. Anhand der Karte konnten die Bewohner einschätzen, wie weit der Bomberverband noch entfernt war, wenn man im Rundfunk die Meldung erhielt, das ein Verband gesichtet wurde oder sich in der unmittelbaren Umgebung aufhielt. Außerdem waren dort die äußeren, die mittleren und die inneren Bereiche einer Stadt abgezeichnet. Dies war wichtig für die Phasen der Luftalarmierung. Sobald durch den von den Bombergeschwadern eingeschlagenen Kurs Zielräume erkennbar wurden, gab es in dem Planquadrat den Voralarm, was bedeutete, dass die feindlichen Flugzeuge 100 km entfernt waren und keine unmittelbare Gefahr bestand. Beim Hauptalarm hatten die Flugzeuge den 100-km-Radius unterschritten, es bestand nun akute Gefahr. Der Fliegeralarm, oder auch Vollalarm wurde gegeben, wenn mit einem unmittelbaren Angriff gerechnet werden musste. Ergänzt wurde der Abdruck der Karte mit ausführlichen Artikeln über das richtige Verhalten bei Angriffen.